# Gochnatia
Gochnatia Kunth, 1820 è un genere di piante angiosperme dicotiledoni della famiglia delle Asteraceae.

## Descrizione
In questo gruppo sono presenti specie monoiche (o anche dioiche) sia arbustive che arboree caratterizzate da fusti con brevi rami.
Le foglie lungo il caule sono disposte in modo alternato; sono picciolate o sub-sessili. La forma, in genere intera, è molto varia: strettamente lanceolata, ellittica, ovata o obovata, quasi sempre con apice acuto e bordi continui (foglie a lamina semplice) o dentati, raramente i contorni possono essere spinoso-dentati. Le venature sono del tipo pennato. La consistenza in genere è coriacea o subcoriacea.
Le infiorescenze sono composte da capolini peduncolati solitari o poco numerosi e tutti terminali. Possono formare anche dei gruppi pseudocorimbosi (sono presenti anche pseudoracemi o pseudopanicoli). I capolini, che possono essere sottesi da brattee, sono omogami di tipo discoide (o subdisciforme) e sono formati da un involucro a forma cilindrica, campanulata o a spirale composto da brattee (o squame) all'interno delle quali un ricettacolo fa da base ai fiori. Le brattee, simili a foglie con forme ovate, lanceolate o lineari, sono disposte su 4 - 10 serie in modo embricato e scalate in altezza. Il ricettacolo, glabro e alveolati, è privo di pagliette a protezione della base dei fiori (ricettacolo nudo).
I fiori sono tetraciclici (a cinque verticilli: calice – corolla – androceo – gineceo) e in genere pentameri (ogni verticillo ha 5 elementi). I fiori, da 4 a 150, sono isomorfi (tutti uguali) con corolle tubolari (corolle actinomorfe); sono ermafroditi e fertili.
- Formula fiorale:

*/x K {\displaystyle \infty }, [C (5), A (5)], G 2 (infero), achenio
- Calice: i sepali del calice sono ridotti ad una coroncina di squame.
- Corolla: il colore delle corolle varia da bianco a crema o giallo. Le corolle sono profondamente pentalobate.
- Androceo: l'androceo è formato da 5 stami con filamenti liberi e antere saldate in un manicotto circondante lo stilo.[11] Le antere in genere hanno una forma sagittata con appendici apicali lunghe. Le teche sono calcarate (provviste di speroni) ed hanno code lunghe, lisce o pelose. Il polline normalmente è tricolporato a forma sferica (può essere microechinato).
- Gineceo: il gineceo ha un ovario uniloculare infero formato da due carpelli.[11]. Lo stilo è unico e con due stigmi scarsamente divisi e privo del nodo basale; è ispessito sotto gli stigmi. Gli stigmi sono corti con terminazioni arrotondate o troncate e creste marginali; dorsalmente sono glabri. L'ovulo è unico e anatropo.

I frutti sono degli acheni con pappo. La forma degli acheni varia da cilindrica a spiralata (raramente è compressa) con alcune coste longitudinali e superficie pubescente o sericea. Il carpoforo (o carpopodium) è anulare o cilindrico. L'endosperma è cellulare. Il pappo, persistente, è formato da setole disposte su 2 - 3 serie con un numero ridotto di corte setole esterne. Le setole sono appuntite (raramente sono ampie e piatte) e qualche volta sono piumose all'apice. Il pappo è direttamente inserito nel pericarpo o è connato in un anello parenchimatico posto sulla parte apicale dell'achenio.

## Biologia
- Impollinazione: l'impollinazione avviene tramite insetti (impollinazione entomogama tramite farfalle diurne e notturne).
- Riproduzione: la fecondazione avviene fondamentalmente tramite l'impollinazione dei fiori (vedi sopra).
- Dispersione: i semi (gli acheni) cadendo a terra sono successivamente dispersi soprattutto da insetti tipo formiche (disseminazione mirmecoria). In questo tipo di piante avviene anche un altro tipo di dispersione: zoocoria. Infatti gli uncini delle brattee dell'involucro si agganciano ai peli degli animali di passaggio disperdendo così anche su lunghe distanze i semi della pianta.

## Distribuzione
Le specie di questo genere si trovano in America.

## Tassonomia
La famiglia di appartenenza di questa voce (Asteraceae o Compositae, nomen conservandum) probabilmente originaria del Sud America, è la più numerosa del mondo vegetale, comprende oltre 23.000 specie distribuite su 1.535 generi, oppure 22.750 specie e 1.530 generi secondo altre fonti (una delle checklist più aggiornata elenca fino a 1.679 generi). La famiglia attualmente (2021) è divisa in 16 sottofamiglie.

### Filogenesi
La sottofamiglia Gochnatioideae, nell'ambito delle Asteraceae occupa una posizione più o meno "basale" (si è evoluta prima rispetto al resto della maggior parte delle sottofamiglie) ed è molto vicina alle sottofamiglie Wunderlichioideae e Hecastocleidoideae; con la sottofamiglia Wunderlichioideae forma un "gruppo fratello". La sottofamiglia ha solamente la tribù Gochnatieae ed è caratterizzata da specie più o meno arbustive, capolini eterogami, ricettacoli alveolati, appendice dell'antere apicolate, stilo ispessito sotto gli stigmi e acheni a 5 coste.
Nell'ambito delle Gochnatieae il genere Gochnatia insieme ai generi Cnicothamnus e Richterago formano uno dei due cladi principali della tribù (l'altro clade è formato dai generi discoidi Anastraphia e Nahuatlea).
Il genere è stato revisionato più volte (inizialmente erano incluse circa 60 specie). In seguito ad analisi di tipo filogenetico del DNA sono stati segregati alcuni gruppi che hanno formato i generi Richterago e Ianthopappus (quest'ultimo è stato incluso nella tribù Hyalideae, sottofamiglia Wunderlichioideae). In seguito altre ricerche hanno ridotto il genere solamente a 16 specie, separando le rimanenti specie nei generi Anastraphia, Moquiniastrum e Cnicothamnus.
Il genere Gochnatia in precedenti trattamenti era descritto all'interno della sottotribù Gochnatiinae.
Il numero cromosomico delle specie di questo gruppo è: 2n = 46.
L'età di formazione della sottofamiglia/tribù varia (secondo varie ricerche) da 36 a 18 milioni di anni fa.

### Elenco specie
Il genere comprende le seguenti 16 specie:
- Gochnatia angustifolia G.Sancho, S.E.Freire & Katinas
- Gochnatia arequipensis  Sandwith
- Gochnatia avicenniifolia  (DC.) Cabrera
- Gochnatia boliviana  S.F.Blake
- Gochnatia cardenasii  S.F.Blake
- Gochnatia cratensis  (Gardner) Cabrera
- Gochnatia curviflora  O.Hoffm.
- Gochnatia foliolosa  (D.Don) Hook. & Arn.
- Gochnatia glutinosa  D.Don ex Hook. & Arn.
- Gochnatia palosanto  Cabrera
- Gochnatia patazina  Cabrera
- Gochnatia peruviana  H.Beltrán
- Gochnatia rotundifolia  Less.
- Gochnatia sagrana  R.N.Jervis & Alain
- Gochnatia vargasii  Cabrera
- Gochnatia vernonioides  Kunth